# Джапаридзе, Герман Шалвович
Герман Шалвович Джапаридзе (груз. გერმან ჯაფარიძე, 7 марта 1939, Тбилиси ГССР - 2 августа 2024, Москва Россия) - советский, грузинский и российский композитор.
Герман Шалвович Джапаридзе родился в 1939 году в г.Тбилиси. В 1964 году окончил Грузинский политехнический институт, а в 1973 году - Тбилисскую консерваторию им. В.Сараджишвили по классу композиции А.Д.Мачавариани. Будучи кларнетистом и саксофонистом эстрадного оркестра Грузгосфилармонии, в 1957 году он стал лауреатом У1 Всесоюзного фестиваля молодежи и студентов в Москве.
Г.Джапаридзе относился к тому поколению композиторов, которое вошло в грузинскую музыку в 70-е годы. Произведения композитора отличаются глубиной замысла, строгостью, лаконичностью и, на первый взгляд, скупостью форм и средств выражения. Разносторонность интересов, пытливость ума, способность сочетать душевный порыв с трезвым расчетом, постоянное стремление к совершенствованию - вот наиболее привлекательные черты творческой личности Джапаридзе. С 1975 года Г.Джапаридзе являлся членом Союза композиторов Грузии.
Одно из первых значительных произведений Г.Джапаридзе, соната для фортепиано (1976), - первая проба композитора в этом жанре. Сочинение носит виртуозный, концертный характер. Первая часть написана в форме драматического сонатного аллегро с усеченной репризой. Стремительная главная партия контрастирует с лирическими побочной и заключительной. Вторая часть, написанная в рондо-вариационной форме, продолжает драматическую линию первой. Взволнованно-речитативный характер темы определяет образную сферу всей части. Третья часть, лирико-экспрессивного характера, носит программное название - "Каприз и маленькая мелодия". В основе "Каприза" - тема, схожая с кахетинской застольной песней "Мравалжамиер".
Вскоре после сонаты композитор создает пьесу для фортепиано "Аффект". Это одночастное произведение импровизированного характера, с чертами цикличности, где прослеживаются три раздела. Через всю пьесу, как рефрен, происходит маленькая задушевная мелодичная попевка, а в эпизодах сменяют друг друга различные всплески душевного состояния человека.

Одно из значительных произведений конца 70-х годов - "Реквием" для солирующего тромбона или виолончели и инструментального ансамбля (1977). Это сочинение посвещено памяти героев, павших на поле брани в освободительных войнах. Замысел автора подчеркивает эпиграф, взятый из стихотворения испанского поэта Рафаэля Альберти:
Братья, среди живущих вас никогда не забудут!
Так пойте вместе с нами песни свои боевые.
Подставьте лицо ветру, подставьте весеннему гуду,
Вы - грядущая молодость. Вы - вовеки живые!
Целью композитора не было создание традиционного Реквиема. За основу этого одночастного оркестрового произведения взята лишь сама идея, характер данного жанра (воспевание светлой памяти павших). Носителями мелодичного начала вместо традиционного хора в этом произведении являются тромбон или виолончель. Тема речитативно-декламационного характера, гибкая и выразительная, приобретает различные оттенки: призывности, нежности, смятения, отрешенности. Большую роль в создании сложной тембровополифонической фактуры произведения играет ударная группа.
В 1981 году Г.Джапаридзе создает симфонию, в которой отчетливо прослеживаются все характерные особенности его творческого почерка.  Композитор выдвигает собственную технологическую концепцию. Он строит материал на сопоставлении внутренне более или менее законченных интонационных пластов, каждый из которых основывается на последовательном наслоении определенных интервалов (секунды, терции, кварты, сексты). В пределах им же самим избранных "правил игры" автор проявляет большую изобретательность в подборе регистров и красок, ритмическом варьировании мотивов, выверенности каждой детали.
Г.Джапаридзе был прекрасным знатоком и горячим пропагандистом классической гитары. Им было создано множество пьес как для солирующей гитары, так и дуэтов, которые отмечены отличным знанием возможностей этого поэтичного инструмента.
Концерт для гитары с оркестром, написанный в 1983 году, - одна из крупных работ Г.Джапаридзе в этом жанре. Весь образный слой концерта призван выразить эмоциональное состояние человека, его устремления. Концерт трехчастный. Первая часть характеризуется свободным изложением материала с многочисленными трансформациями тем, порой приводящими к новым тематическим эпизодам. Заключительная каденция скрипки-соло подготавливает появление второй части - "Поэма в старинном стиле". Музыка ее овеяна поэтической одухотворенностью. Третья часть моторного характера, здесь использованы аккомпанирующие возможности гитары. 
Среди всей написанной композитором музыки для гитары особо выделяется цикл полифонических произведений "24 прелюдии и фуги".
С 1994 года и до конца жизни жил и работал в Москве. Являлся членом Союза композиторов Москвы.
Симфонические произведения:
1974 - Концерт для фортепиано и симфонического оркестра.
1975 - Концерт для скрипки и симфонического оркестра.
1979 - Концерт для гобоя и симфонического оркестра.
1981 - Симфония.
1985 - Концерт для ударных инструментов и камерного оркестра "Ритмы и абстракция".
1986 - Концертная симфония "Адам и Ева" для двух скрипок и карного оркестра.
Камерно-инструментальные произведения:
1967 - Три пьесы для фортепиано.
1968 - Секстет для струнного квартета, флейты и фагота.
1969 - Пьеса для 13 инструментов.
1970 - Тема и вариации для фортепиано.
1972 - Сюита для флейты, кларнета и ударных инструментов.
1972 - Миниатюры для фортепиано (8 миниатюр)
1972 - Струнный квартет.
1973 - Симфония для струнного оркестра.
1974 - Две пьесы для шестиструнной гитары.
1974 - Шесть дуэтов для шестиструнных гитар.
1974 - Фантазия для шестиструнной гитары.
1976 - Соната для фортепиано.
1977 - "Аффект", пьеса для фортепиано.
1977 - "Реквием", для солирующего тромбона или виолончели и инструментального ансамбля.
1980 - Камерная симфония "Превращения".
1983 - Концерт для шестиструнной гитары и камерного оркестра.
1984 - Шесть багателей для виолончели и фортепиано.
1986 - 4 пьесы для струнного оркестра из "Волшебных сказок" для детских музыкальных школ и училищ.
Камерно-вокальные и хоровые произведения:
1979 - "Лирическое интермеццо", кантата для женского хора.
1986 - Цикл хоров на тексты японских поэтов XVI - XVII вв.
Музыка к драматическим спектаклям:
1979 - "Мечта". Музыкальная драма в двух действиях.
Ансамбли для двух гитар (оригинальные сочинения):
• 11 пьес для начинающих.
• 12 пьес-канонов различной трудности для начинающих.
Ансамбли для скрипки с гитарой (в этих ансамблях скрипка может быть заменена гитарой). Композиции написаны на музыку старых мастеров:
• Шесть композиций на этюды №1,2,3,4,5,6
  М. Джулиани, опус 48.
• Семь композиций на музыку Й. Кригера (менуэт h moll),
  Ф. Карулли (рондо G Dur),
  М. Каркасси (менуэты C Dur, D Dur, e moll) и
  И.С.Баха (менуэт a moll, Куранта A Dur).
Ансамбли для четырёх гитар:
• Баркарола на музыку Н.Коста,
• Прелюд на музыку М.Каркасси (a moll),
• «Сулико» на грузинскую народную песню
• Квартет для четырёх гитар в трёх частях
Ансамбль для скрипки с гитарой:
• «Пять пьес для скрипки с гитарой», моносюита.
Камерный ансамбль для четырёх исполнителей:
• «Три дуета для двух гитар с звенящими ударными
  инструментами»
Два концерта для гитары с оркестром, переложенные для гитары с органом :
• Концерт №1 – в трёх частях.
• Концерт №3 – в трёх частях.
Произведения для гитары соло, написанные на материале грузинских народных песен:
• Песня имеретинских всадников.
• Роза.
• Свадебная.
• Хороводная.
• Сижу один в моей комнате.
• Ты еси лоза истинная.
• Тема с вариациями на песню «Шавлего».
• Аджарские частушки.
Оригинальные произведения для гитары соло:
• Две пьесы из волшебных сказок:
– Весёлое шествие гномов.
– Походная песнь эльфов.
• Два видения в белом в холодное зимнее утро
– №1
– №2.
• Сонатина.
• Спокойный речитатив и стремительное рондо.
• Соната.
• Танец.
• Фантазия №1.
• Фантазия №2.
• Сюита №1.
• Сюита №2.
• Сюита интервалов.
• Тема с вариациями на силезскую народную песню.
• Воспоминание о танце.
• Абстракция.
Полифонические произведения для гитары соло:
• Прелюдия и фуга C Dur
• Прелюдия и фуга C moll
• Прелюдия и фуга D Dur
• Прелюдия и фуга D moll
• Прелюдия и фуга E Dur
• Прелюдия и фуга F Dur
• Прелюдия и фуга F moll
• Прелюдия и фуга G Dur
• Прелюдия и фуга in A
• Прелюдия и фуга A moll
• Прелюдия и фуга H Dur
• Прелюдия и фуга G Moll
• Прелюдия и фуга E Moll
Оркестровые произведения с гитарой:
• Концерт №1 для гитары с камерным оркестром (струнные и
  ударные).
• Концертная симфония для гитары и большого
  симфонического оркестра.
• Концерт №3 для гитары с симфоническим оркестром
  (вариант для гитары со струнным оркестром).
«Концертный дует» для гитары с клавесином в трёх частях.